# فیودور تیوتچف
فیودور ایفانوفیج تیوتچف (به روسی: Фёдор Иванович Тютчев) (زاده ۵ دسامبر ۱۸۰۳ - درگذشته ۲۷ ژوئیه ۱۸۷۳) شاعر برجسته و دیپلمات روسی است. او در شهرهای مونیخ و تورین زندگی خود را به سر برد، وی از آشنایان فریدریش شلینگ بود. نام او را در کنار الکساندر پوشکین و میخاییل لرمونتوف در ردیف بزرگ‌ترین شاعران سبک رمانتیسم روسیه آورده‌اند.